# NGC 45
NGC 45 je galaksija u zviježđu Kit.

## Vanjske poveznice
- SEDS: NGC 0045